# گل گل‌ریز
گل گل‌ریز (نام علمی: Impatiens parviflora) نام یک گونه از سرده گل بی‌صبر است.